# Raab Grasmücke II
Die Raab Grasmücke II war der Entwurf eines zweisitzigen Leichtflugzeugs der Raab Flugzeugbau Gesellschaft in Riga aus dem Jahr 1934, weiterentwickelt aus der deutschen Raab-Katzenstein RK 9.

## Entwicklung
Mit der Entwicklung des Schul- und Reiseflugzeugs Raab Grasmücke II knüpfte Antonius Raab 1934 in Riga an die Entwicklung der Raab-Katzenstein RK 9 Grasmücke aus Deutschland und die Idee eines einfachen und preisgünstigen Flugzeugs für Jedermann an. Raab überarbeitete den Ursprungsentwurf und fügte insbesondere aerodynamische Verbesserung hinzu.
Den Bau eines Grasmücke II-Prototypen in Riga kündigte Raab 1934 an. Weitere Informationen sind hierzu heute allerdings nicht mehr zu finden. Es gibt Hinweise auf den Bau eines Segelflugzeugs in den Werkstätten der Raab Flugzeugbau Gesellschaft in Riga, das für den schwedischen Grafen Hamilton gebaut wurde. Möglicherweise handelte es sich hierbei um eine Grasmücke II ohne Motor.
Antonius Raab brachte die Baurechte für die Grasmücke II 1936 in sein griechisches Unternehmen AEKKEA-Raab ein. Der Bau einer weiteren Grasmücke II in Griechenland ist allerdings ebenfalls nicht nachweisbar.
Nach dem Zweiten Weltkrieg kündigte Antonius Raab bei der Gründung seines neuen deutschen Flugzeugwerks Raab Flugzeugbau GmbH in Karlsruhe 1958 an, dass im Werk neben einigen italienischen Flugzeugmustern auch die Raab Grasmücke gefertigt werden sollte. Auf Grund der raschen Insolvenz des Unternehmens kam es hierzu allerdings nicht.
Weitere Informationen, auch technische Detaildaten des Entwurfs liegen nicht mehr vor.